# Arguedas
Pour les articles homonymes, voir Arguedas (homonymie).
Arguedas (Arketas en basque) est une municipalité de la Communauté forale de Navarre dans le Nord de l'Espagne. Elle est située dans la merinda de Tudèle dans la Ribera de Navarre. Sa population est d'environ 2 300 habitants.
Elle est située dans la zone non bascophone de la province. Le castillan est la seule langue officielle alors que le basque n’a pas de statut officiel.

## Géographie

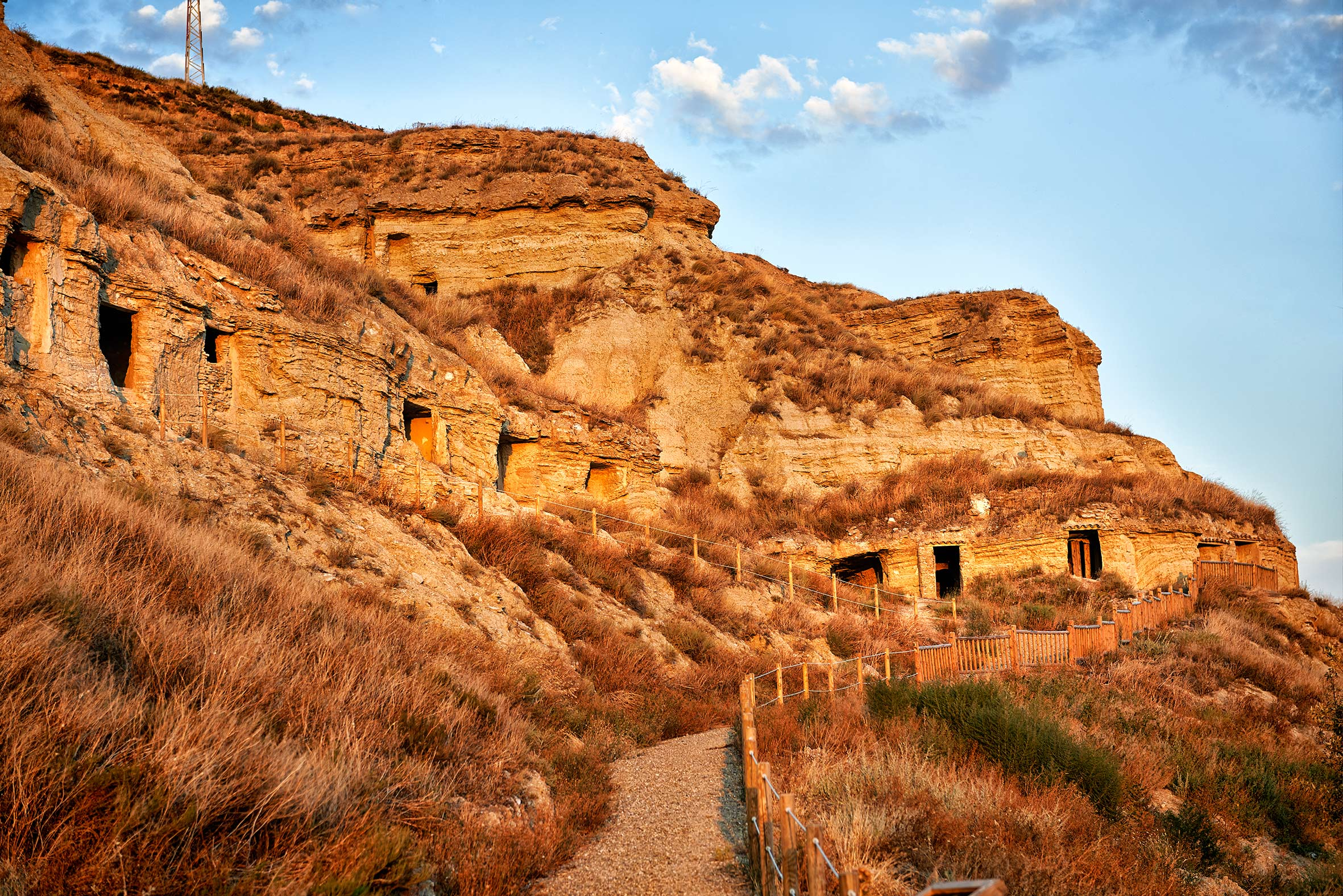
Grottes autrefois habitées.

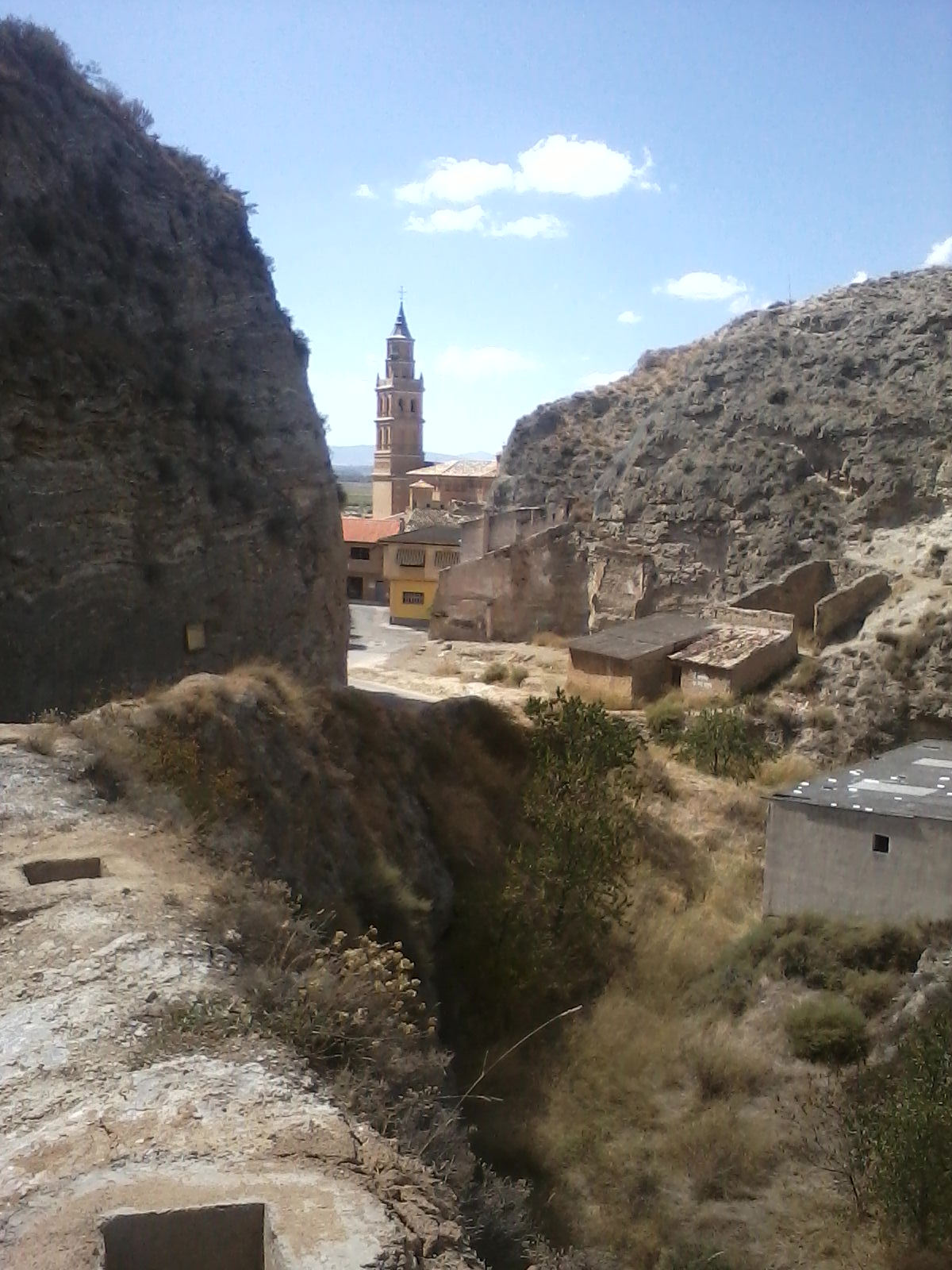
Vue sur Arguedas depuis l'Ermitage Notre-Dame-du-Joug.

La municipalité (catégorie historique de villa) d'Arguedas est située à une distance de 80 kilomètres de Pampelune, capitale de Navarre. Son territoire est borné au nord et à l'est par le parc national des Bardenas Reales, au sud par Tudèle et à l'ouest par Valtierra. Le bourg est sis sur la rive gauche de l'Èbre dans la plaine alluviale au pied du mont del Yugo. Plusieurs zones se trouvent plus basses que l'Èbre, notamment le quartier de Venise, où le terrain plutôt plat occasionne des inondations récurrentes. Les sols sont argileux. Le climat est méditerranéen. La température moyenne annuelle est de 14 °C. Le vent dominant, appelé cierzo, provient du nord-ouest. Le vent du sud, nommé bochorno, est chaud et désagréable. La flore est dense aux abords de l'Èbre comportant peupliers, tamariniers et où les habitats comprennent des canards, des lapins et des grues. Dans la plaine, la végétation est plus clairsemée et se compose d'arbrisseaux comme le romarin, le thym et l'alfa. Les aires en montagne sont peuplées de pins.  

## Urbanisme

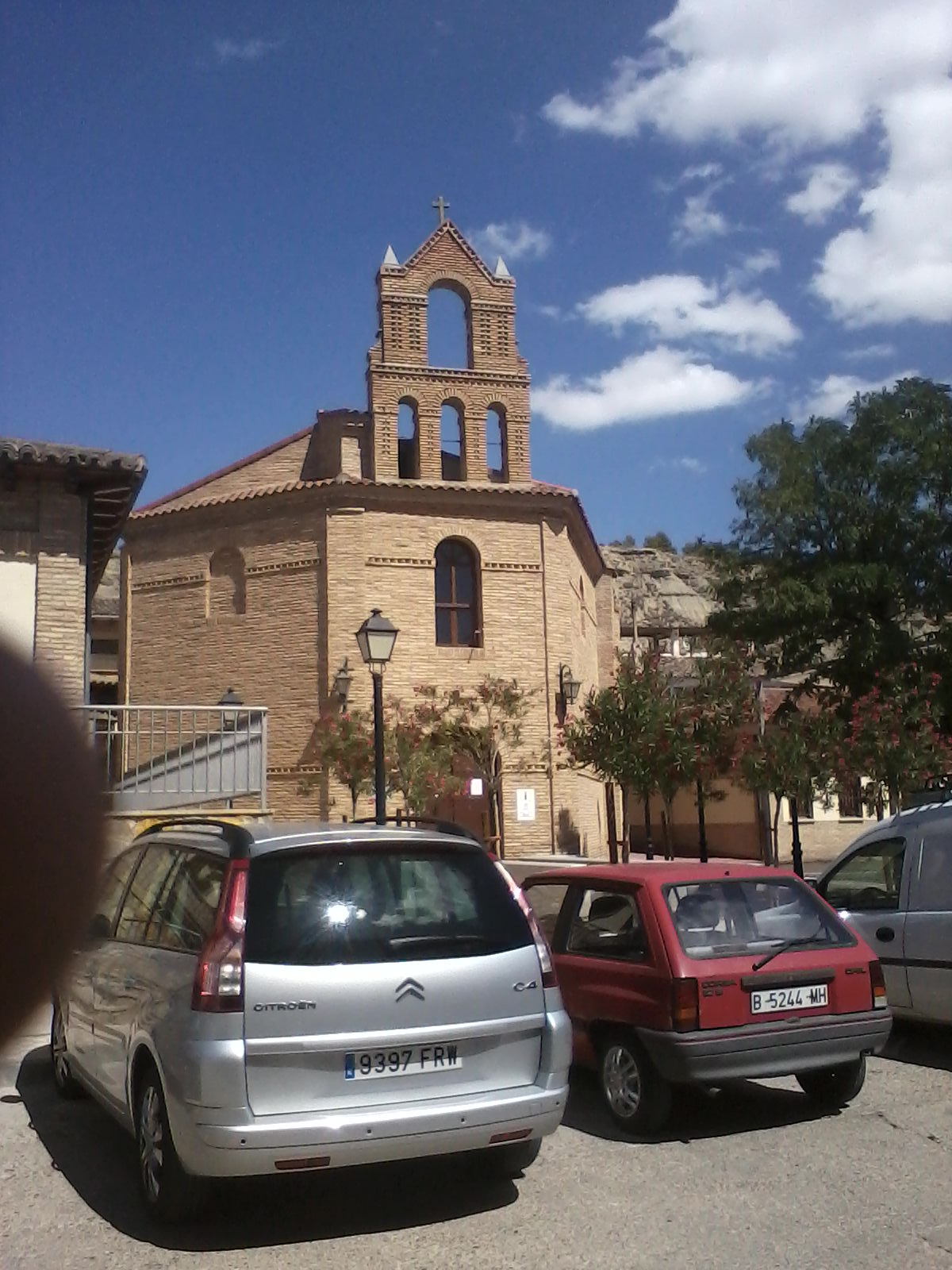
Édifice au clocher.

Arguedas est accessible par la route régionale NA-134. L'aire habitée se situe en retrait du fleuve. La localité compte plusieurs édifices d'intérêt architectural et patrimonial, notamment la maison consistoriale (XVIe siècle et XVIIIe siècle) située à la Plaza de los Fueros, le palais des Bobadillas (XVIIIe siècle), la maison Muruzábal, l'ermitage du Joug ou Basilique Notre-Dame-du-Joug (XVIIe siècle), l'église de San Esteban (es), de style gothique-renaissance, et la basilique San Miguel (XVIe siècle), qui abrite le centre culturel La Capilla.

## Histoire

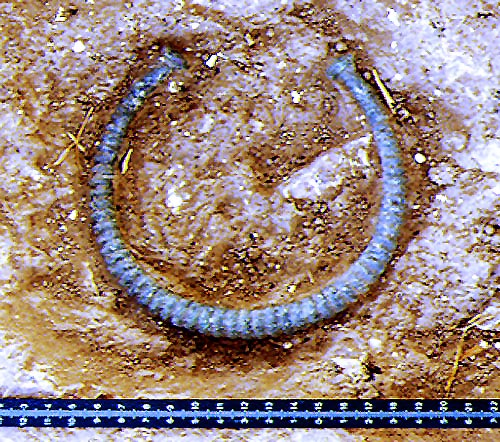
Torque de bronze celtibère trouvé à Arguedas par l'archéologue Juanjo Bienes Calvo.

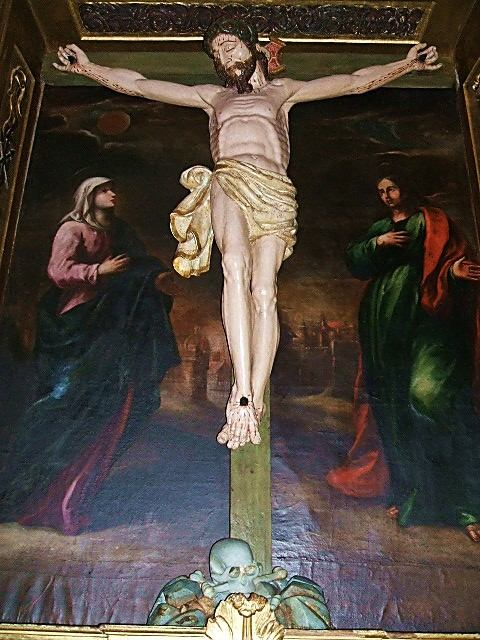
Christ en croix dans l'église de San Esteban.

Le toponyme de la ville proviendrait du mot ibère arecorada. Des vestiges celtibères de l'âge du fer (300 av. J.-C.), de même que des artefacts d'habitation, de poterie et de monnaie romaines datant de l'époque de Tibère, ont été trouvés aux environs d'Arguedas. La ville actuelle d'Arguedas et son château existe depuis le milieu du IXe siècle. En 1084, le roi Sanche Ier d'Aragon conquiert la ville ainsi que d'autres territoires du bas domaine musulman de la Vallée de l'Èbre (es) alors sous contrôle des Maures. Rodrigo Díaz de Vivar, dit Le Cid, participe à une baitaille visant à reprndre cette place stratégique. Après la séparation du royaume de Pampelune et du royaume d'Aragon sous García V de Navarre en 1134, Tudèle et sa comarque font partie du royaume de Pampelune, connu à partir de 1158 comme le royaume de Navarre sous le règne de Sanche VI de Navarre.  

## Politique
Arguedas fait partie du district judiciaire et de la mérindade de Tudela. Fernando José Mendoza Rodríguez, du Parti socialiste de Navarre, est maire depuis 2011, ayant succédé à José Antonio Rapún León, de l'Union du peuple navarrais, alors en poste depuis 1995. Le castillan est la langue officielle alors que le basque n’a pas de statut officiel. 
| Période                                  | Période  | Identité                        | Étiquette | Qualité |
| ---------------------------------------- | -------- | ------------------------------- | --------- | ------- |
| 1991                                     | 1995     | María Josefa Setas              | PSN-PSDE  |         |
| 1995                                     | 2011     | José Antonio Rapún León         | UPN-PP    |         |
| 2011                                     | En cours | Fernando José Mendoza Rodríguez | PSN-PSDE  |         |
| Les données manquantes sont à compléter. |          |                                 |           |         |

|  | Parti                                       | 1995    | 1995 | 1999    | 1999 | 2003    | 2003 | 2007    | 2007 | 2011    | 2011 | 2015    | 2015 |
|  | Parti socialiste de Navarre-PSOE (PSN-PSOE) | 28,06 % | 3    | 33,71 % | 4    | 32,21 % | 3    | 35,03 % | 4    | 54,68 % | 6    | 64,35 % | 7    |
|  | Union du peuple navarrais (UPN)             | 52,33 % | 6    | 64,54 % | 7    | 64,62 % | 8    | 49,14 % | 6    | 39,29 % | 5    | 33,20 % | 4    |
|  | Parti populaire (PP)                        |         |      |         |      |         |      |         |      | 3,95 %  | -    |         |      |
|  | Grupo Independiente Arguedano (GIAR)        |         |      |         |      |         |      | 12,85 % | 1    |         |      |         |      |
|  | Agrupación Independiente de Arguedas (AIA)  | 18,02 % | 2    |         |      |         |      |         |      |         |      |         |      |

## Démographie
La population de la municipalité s'élève à 2 313 habitants (2014).
Population totale, Arguedas, 1897-2014

## Économie
L'économie d'Arguedas a toujours été principalement agricole. En 1951, la Coopérative agricole de San Esteban (Cooperativa Agrícola de San Esteban) est créée, stimulant le développement économique de la ville, alors qu'en 1970 est institué le Trujal Cooperativo. Les terres agricoles se répartissent ainsi : 1 759 ha en terres irrigables ou en champs, 1 893 ha en terrains secs et 4 652 ha en bardenas. Les cultures irriguées occupent les superficies suivantes : maïs 704,46 ha, riz 387,13 ha, légumes 362,66 ha, tournesol 74,48 ha, blé 64,07 ha, et en terrains secs : céréales 1 695,65 ha, vigne 2,77 ha, olive 32,29 ha et amande 55,19 ha. Pour ce qui est de l'élevage, le cheptel compte 8 859 ovins, 62 caprins, 6 162 porcins, 190 taureaux de combat, 114 bovins de reproduction et vaches laitières, 21 chevalins et 62 000 poulets. Au cours des dernières années, de nouvelles industries se sont implantées. La zone industrielle d'Arguedas, situé au nord-est de la ville, occupe une superficie de 6 hectares et celle-ci serait portée à 15 hectares. Le tourisme est une activité économique importante d'Arguedas, étant l'une des principales destinations de tourisme rural de Navarre, se trouvant à la porte du parc national des Bardenas Reales et comptant plusieurs attraits comme Sendaviva (eu), le plus grand jardin zoologique-parc d'attractions d'Espagne, El Yugo, avec son belvédère exceptionnel, les grottes, lessuertes (1000 ans de communisme) et les balconicos maures.

## Culture

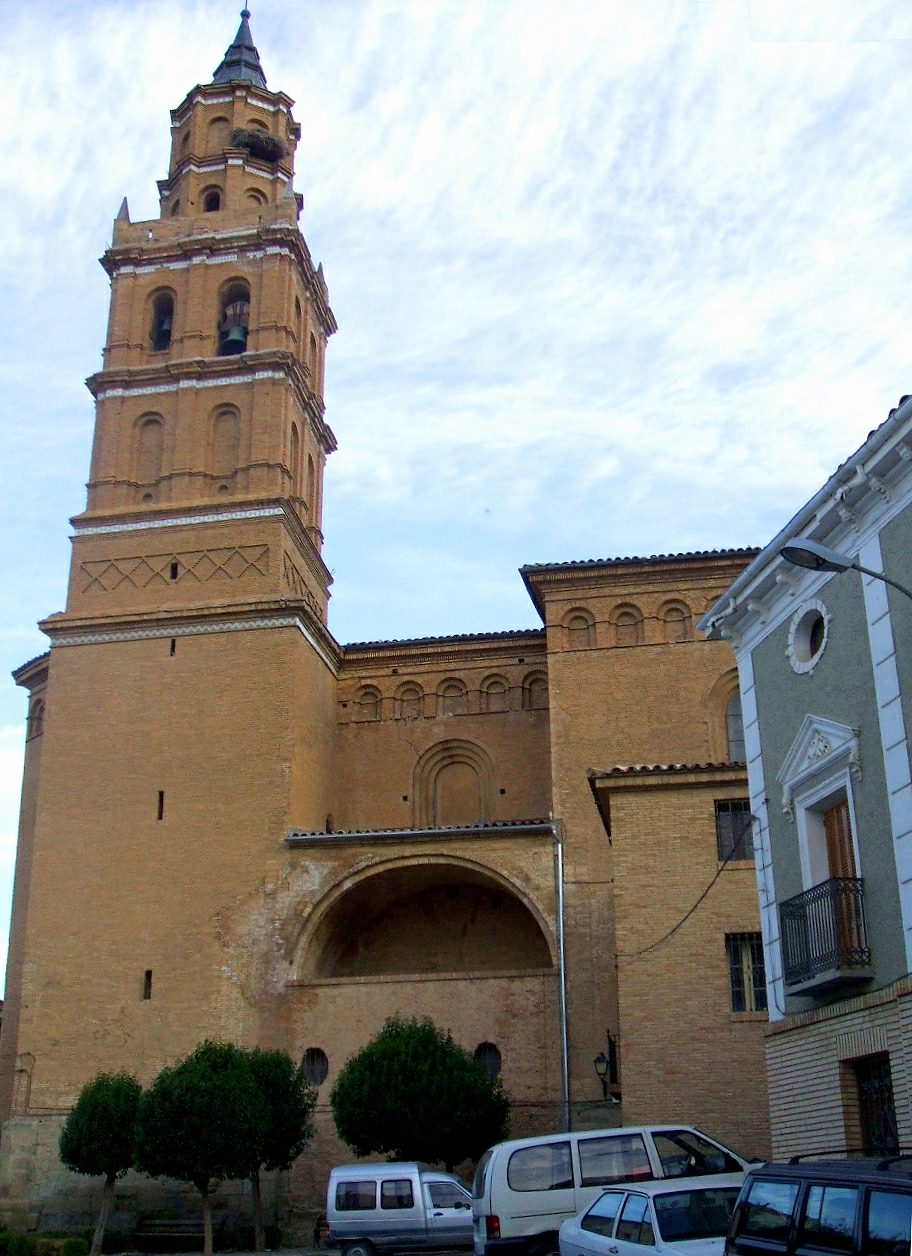
Église San Esteban.

- Église San Esteban de style gothique-renaissance

## Société

### Personnalités
- Antonio Loperena Eseverri (es) (1922-2010), peintre, sculpteur et poète
- Casiano Floristán (1926-2006), prêtre et théologien

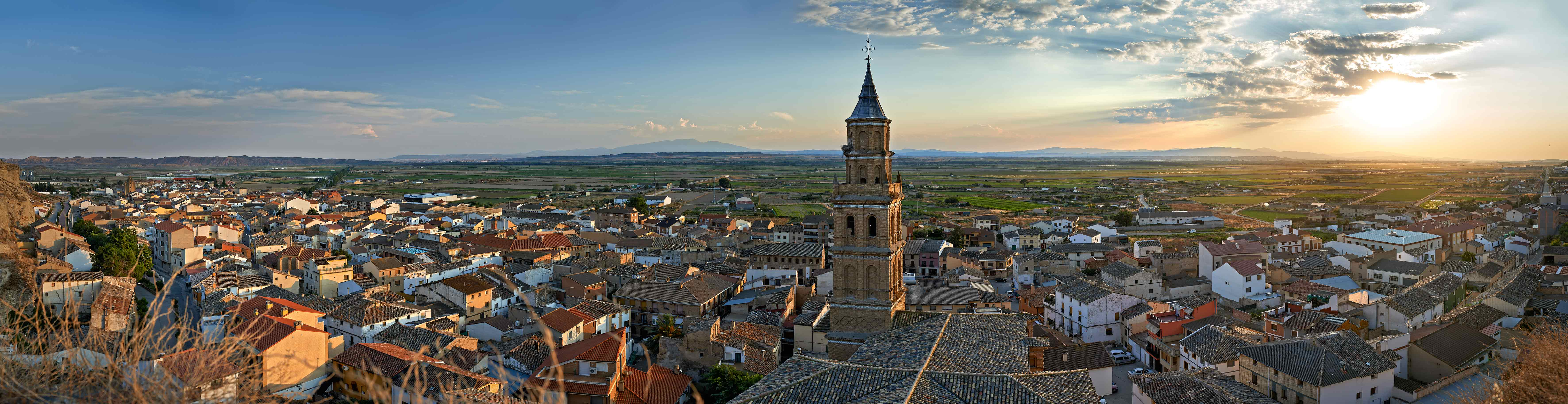
Vue générale d'Arguedas.